# Miloš Bošković
Miloš Bošković (Podgorica, 23 november 1982) is een Montenegrijns voetbalscheidsrechter. Hij is in dienst van FIFA en UEFA sinds 2022. Ook leidt hij sinds 2014 wedstrijden in de Prva Crnogorska Liga.
Op 8 augustus 2014 leidde Bošković zijn eerste wedstrijd in de Montenegrijnse nationale competitie. Tijdens het duel tussen OFK Petrovac en FK Grbalj (0–3) trok de leidsman driemaal de gele en eenmaal de rode kaart. In Europees verband debuteerde hij op 7 juli 2022 tijdens een wedstrijd tussen Dinamo Tbilisi en Paide Linnameeskond in de tweede voorronde van de UEFA Europa Conference League; het eindigde in 2–3 en Bošković trok eenmaal een gele kaart. Zijn eerste interland floot hij op 6 september 2023, toen Malta met 1–0 won van Gibraltar door een doelpunt van Joseph Mbong. Tijdens dit duel gaf Bošković drie gele kaarten.

## Interlands
| Datum            | Plaats        | Wedstrijd         | Uitslag | Competitie        | Kreeg geel | Kreeg voor de tweede keer geel en dus rood | Weggestuurd |
| ---------------- | ------------- | ----------------- | ------- | ----------------- | ---------- | ------------------------------------------ | ----------- |
| 6 september 2023 | Attard, Malta | Malta – Gibraltar | 1 – 0   | Vriendschappelijk | 3          | 0                                          | 0           |

Laatst bijgewerkt op 13 oktober 2023.